# Hiệp hội bóng đá Malta
Hiệp hội bóng đá Malta (tiếng Malta: Assoċjazzjoni tal-Futbol ta' Malta; tiếng Anh: Malta Football Association) là tổ chức quản lý, điều hành các hoạt động bóng đá ở Malta. Hiệp hội quản lý đội tuyển bóng đá quốc gia nam và nữ, tổ chức các giải bóng đá như vô địch quốc gia và cúp quốc gia. Hiệp hội bóng đá Malta gia nhập FIFA năm 1959 và UEFA năm 1960.